# Aïn Sandel
Aïn Sandel (arabisch عين صاندل) ist eine algerische Gemeinde in der Provinz Guelma mit 5083 Einwohnern. (Stand: 1998)

## Geographie
Aïn Sandel wird umgeben von Khezara im Norden und von Sedrata im Süden.